# Muhlenbergia virletii
Muhlenbergia virletii är en gräsart som först beskrevs av Eugène Pierre Nicolas Fournier, och fick sitt nu gällande namn av Thomas Robert Soderstrom. Muhlenbergia virletii ingår i släktet muhlygräs, och familjen gräs. Inga underarter finns listade i Catalogue of Life.